# 安德什托普
安德什托普是位于瑞典延雪平省伊斯拉韦德市镇的一个地区，2010年有4965名居民。
曾在1973年–1978年举办过一级方程式赛车瑞典大奖赛的斯堪的纳维亚赛道坐落于此。

## 著名居民
- 约纳坦·尼尔森（英语：Jonatan Nielsen） (1993年)，瑞典冰球运动员。